# Майдан (Коростенський район)
Майда́н — село в Україні, в Коростенському районі Житомирської області. Входить до складу Олевської міської громади. Населення становить 452 осіб. Відстань до центру громади становить близько 31 км і проходить автошляхом місцевого значення. Село розташовано на кордоні із Сарненським районом Рівненської області.

## Географія
На заході від села бере початок річка Кам'янка.

## Історія
Колишня назва — Майдан-Голишівський, село Голишівської волості Овруцького повіту Волинської губернії.
4 листопада 1921 р. під час Листопадового рейду на Майдан-Голишівський напав відділ Василя Падалки з Волинської групи (командувач — Юрій Тютюнник) Армії Української Народної Республікиі захопив там у полон 25 бійців та командира батальйону московського війська, 60 крісів, 2 жінок-комуністок. Невдовзі за ним через Майдан-Голишівський пройшла Збірна Київська дивізія (командир — Володимир Янченко) Волинської групи.
8 липня 1943 року нацистські окупанти спалили повністю село Майдан Олевського району, загинуло 20 жителів.

## Населення
Згідно з переписом УРСР 1989 року чисельність наявного населення села становила 519 осіб, з яких 230 чоловіків та 289 жінок.
За переписом населення України 2001 року в селі мешкали 452 особи.

### Мова
Розподіл населення за рідною мовою за даними перепису 2001 року:
| Мова       | Відсоток |
| ---------- | -------- |
| українська | 98,45 %  |
| російська  | 1,55 %   |

## Постаті
- Філоненко Віталій Володимирович (1984—2022) — старший лейтенант Національної поліції України, учасник російсько-української війни.